# Seven Years Bad Luck
Seven Years Bad Luck (Set anys de mala sort) és una pel·lícula muda estatunidenca dirigida, escrita i interpretada per Max Linder el 1921.

## Argument
Max Linder interpreta el paper d'un play boy carregat de diners i supersticions que un matí arriba a casa seva totalment begut, després de tota una nit de festa, bevent i ballant. Una vegada a casa seva, i després d'unes quantes primeres incidències, trenca, accidentalment, un mirall, fet que li provoca una forta paranoia, per por a la creença popular de què si algú trenca un mirall pateix set anys de mala sort. A partir d'aquest moment, l'home no s'atreveix a pujar a un cotxe, sortir de casa, etc. però, inevitablement, li comencen a passar inesperades aventures...

## Repartiment
- Max Linder: Max Linder
- Alta Allen: Betty, la promesa de Max
- Ralph McCullough: John
- Betty Peterson: Mary
- F. B. Crayne: fals amic de Max
- Chance Ward: conductor de tren
- Hugh Saxon: agent d'estació
- Thelma Percy: filla de l'agent d'estació

## Comentaris
Seven Years Bad Luck és, probablement, el millor film que Max Linder rodà a Hollywood com a productor independent, representant un pas endavant molt important en el refinament de l'humor visual, influint definitivament en la comèdia de l'època que, tot just pocs anys abans, començava a passar-se al llargmetratge.
Max Linder, havia estat el pioner del cinema que millor havia evolucionat, adaptant-se no solament a la ràpida evolució narrativa del medi sinó, fins i tot, fent aportacions fresques i renovadores, essent un cas únic de creador en constant recerca, esforçant-se a estar sempre a l'avantguarda del seu temps. Des de l'estructura del guió del film; passant per la precisió de l'execució dels gags; la interpretació del personatge principal, còmica però realista alhora, defugint tota sobreactuació i el fluid ús de les tècniques narratives més modernes, fan de Seven Years Bad Luck un film modèlic.
El film fou molt admirat per Charles Chaplin, el qual estrenà el seu primer llarmetratge El nen (1921) el mateix any. De tota manera, la comparació entre les dues pel·lícules és molt difícil, perquè cadascuna d'elles explora camins diferents. Mentre el film de Chaplin representà un atrevida barreja d'elements del melodrama i la comèdia; incidint molt més en els elements poètics de la trama però amb una conscient elecció d'un estil fílmic antiquat, fins i tot per a la seva època; el film de Linder pretenia, abans que res, ser una comèdia perfectament estructurada, amb l'única intenció de fer riure; amb un to principalment irònic, de vegades, fins i tot, cínic i un desimbolt ús dels aspectes visuals més moderns com travellings, angles de camera variats, etc. Buster Keaton fou un dels que més aprofitaren les lliçons de Linder, dos anys més tard, quan començà ell mateix a dirigir els seus primers llargmetratges, arribant, fins i tot, a inspirar-se en aquesta pel·lícula per a la seva sofisticada escena en que, fent de detectiu, segueix a un sospitós, caminant enganxat a ell, reproduint sincrònicament els seus passos. També els Germans Marx referen totalment l'escena del mirall inexistent (en la que el criat de Max, que se li assembla molt, reprodueix amb una exactitud extrema tots els moviments que fa el seu borratxo amo davant del marc a on abans hi havia hagut el mirall) al film Duck Soup, dirigit l'any 1933 per Leo McCarey.

## Recepció
El film fou un fracàs absolut de públic, incomprès per a tothom, excepte pels companys de professió que en restaren admirats. Tot i això, Linder encara provà de fer dues cintes més als Estats Units, amb encara pitjor fortuna. Alguns crítics estatunidencs digueren que el film era massa "francès" i poc moral. A França, en canvi, lamentaren que el seu estimat ídol s'hagués "americanitzat" tant.
La cinta encara és avui dia poc coneguda i pocs historiadors li han donat atenció. Finalment, sembla que alguns com l'asturià Javier Luengos, estan descobrint aquesta obra mestra seminal amagada.